# دم‌چیده پرویی
دم‌چیده پرویی (نام علمی: Thaumastura cora) گونه‌ای از مرغ مگس در تبار عسل‌نوش‌تباران (Mellisugini) و زیرتیرهٔ مگس‌مرغیان (Trochilinae)، یا «مگس‌مرغ‌های زنبوری» است. این تنها گونه‌ای است که در سردهٔ Thaumastura جای دارد. این گونه در شیلی، اکوادور و پرو یافت می‌شود.

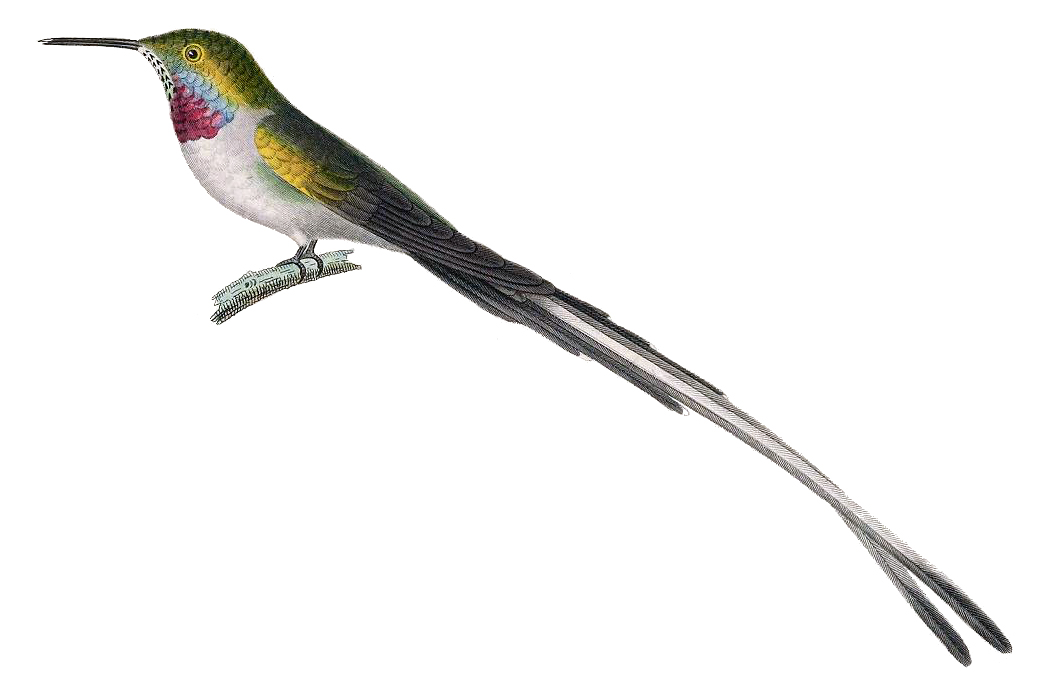
نگاره از Voyage autour du monde - Antoine Germain Bevalet (1779–1850)